# Ghioncani
Ghioncani falu Romániában, Erdélyben, Fehér megyében.

## Fekvése
Havasgáld közelében fekvő település.

## Története
Ghioncani korábban Havasgáld része volt, 1956 körül vált külön, ekkor 212 lakosa volt. 1966-ban 202, 1977-ben 197, 1992-ben 130, 2002-ben pedig 104 lakosa volt.